# Амбрасас, Казис
Казис Амбрасас (лит. Kazys Ambrasas; 26 июня 1931, дер. Гасчюнаи (ныне Ионишкский район, Литва) — 11 февраля 1987, Каунас, Литовская ССР) — литовский советский литературный критик, редактор, педагог. Кандидат филологических наук. Заслуженный деятель культуры Литовской ССР (1975). Лауреат Государственной премии Литовской ССР (1979).

## Биография
Родился в крестьянской семье. В 1955 году окончил филологический факультет Вильнюсского университета.
Член КПСС с 1957 года.
В 1956—1961 годах работал в редакции еженедельника «Literatūra ir menas» («Литература и искусство»). В 1961—1963 г. — ответственный секретарь правления Союза писателей Литовской ССР . В 1964—1970 годах — член редколлегии Министерства культуры СССР.
В 1972 г. защитил кандидатскую диссертацию.
В 1970—1988 годах работал в редакциях разных журналов. Был главным редактором издательства.
С 1987 года — доцент. Преподавал в Вильнюсе и Познанском университете имени Адама Мицкевича.

## Творчество
Печатался с 1953 года. Автор сборника критических статей «Правда времени» («Laiko tiesa», 1960) и брошюры «Литература — отражение жизни» («Literatūra — gyvenimo atspindys», 1960). После его выступления на страницах республиканских газет и журналов сразу же привлекли внимание своей идейной целеустремленностью, горячей поддержкой всего нового в искусстве, непримиримостью к буржуазным, мещанским влияниям. В сборнике его статей «Взгляд на литературу» довольно ярко раскрываются эти индивидуальные черты автора: склонность к публицистичности, к эмоциональной, порою почти «импрессионистической» интерпретации произведений.

## Избранная библиография
- Laiko tiesa. — Vilnius: Valstybinė grožinės literatūros leidykla, 1960. — 289 p.
- Literatūra — gyvenimo atspindys: populiari apybraiža. — Vilnius: Valstybinė politinės ir mokslinės literatūros leidykla, 1960. — 31 p.
- Literatūros akiračiai. — Vilnius: Valstybinė grožinės literatūros leidykla, 1961. — 293 p.
- Mintys kelyje: kai kurie šiuolaikinio literatūrinio proceso burožai. — Vilnius: Valstybinė grožinės literatūros leidykla, 1963. — 183 p.
- Pažangioji lietuvių kritika. — Vilnius: Vaga, 1966. — 359 p.
- Kritikos etiudai. — Vilnius: Vaga, 1976. — 669 p.
- Leksiniai lietuvių kalbos substitutai: apybraiža. — Vilnius, 1976. — 107 p.
- Pažangioji lietuvių kritika, 1918—1940: bandymas analizuoti ir sintetinti. — 2-asis leidimas. — Vilnius: Vaga, 1978. — 565 p.
- Kritikos etiudai: kritikos raštų rinktinė. — 2-asis leidimas. — Vilnius: Vaga, 1981. — 540 p.
- Romano likimas, arba Liudo Vasario draugai ir priešai. — Vilnius: Vaga, 1983. — 343 p.
- Gyvenimo apoteozė: straipsniai, atsiminimai, pašnekesiai. — Vilnius: Vaga, 1984. — 319 p.: portr.
- Skaitau Baltušį…: monografija. — Vilnius: Vaga, 1986. — 337 p.